# Mantet
Mantet (em catalão:  Mentet) é uma comuna francesa na região administrativa da Occitânia, no departamento dos Pirenéus Orientais. Estende-se por uma área de 32.15 km², e possui 30 habitantes, segundo o censo de 2018, com uma densidade de 0.93 hab/km².